# Сражение при Лучине
Сражение при Лучине — сражение, произошедшее 4 сентября 929 года во время борьбы между франками и славянами в районе славянской крепости Лучин, расположенной на правом берегу Эльбы.

Германо-славянское пограничье в 10 веке.

## Предыстория
История борьбы между франками и славянами во время правления Генриха I и Оттона I (936-973) была подробно описана Видукиндом Корвейским в его труде Деяния саксов ("Res gestae Saxonicae"), написанном около 973 года.
Восточно-франкский (Германский) король Генрих I покорил славянские племена ободритов, вильцев (лютичей), гавелян, далеминцев, богемцев и редариев и заставил их платить дань. Однако в августе 929 года редарии, населявшее земли между современными Нойбранденбургом и Нойштрелицем, восстали против обязанности платить дань и захватили саксонскую пограничную крепость Вальслебен на реке Ухте (к северу от Штендаля в Саксонии-Анхальт). Успех редариев побудил другие славянские племена на борьбу против Восточно-франкского королевства.
В ответ на это король Генрих I собрал саксонско-германскую армию, которая форсировала Эльбу в районе сильно укрепленной славянской крепости Лучина (совр. Ленцен, на территории северо-западного Бранденбурга, недалеко от границы с Нижней Саксонией и Мекленбургом-Передней Померанией). Под командованием маркграфов Бернхарда и Титмара саксонско-германская армия начала осаду Лучина, считавшегося «воротами в землю ободритов и велетов».

## Ход сражения
После пятидневной осады саксонские разведчики доложили о приближении огромной славянской армии подкрепления, которая, как ожидалось, должна была напасть на следующее утро. Саксонцы под проливным дождем не спали всю ночь, давая присягу военачальникам сражаться до конца. 
На рассвете войско редариев, состоявшее в основном из пехотинцев, атаковало осаждающих. Из-за размокшей от дождя земли и промокшей одежды нападавшие не смогли развить атаку в полную силу, поэтому численно уступавшие саксы смогли противостоять славянскому войску. Хотя в центре обе стороны не добились успеха и понесли тяжелые потери, саксы имели небольшое преимущество на флангах. 
Наконец, Бернхард приказал графу Титмару начать фланговую атаку, используя 50 «бронированных людей» — возможно, тяжёлую кавалерию. В результате славянское войско начало распадаться. Некоторые из беглецов попытались пробраться в осажденный замок, но войска Титмара преградили им путь и убили. Другая часть бежала на болота и к озеру, где многие утонули. Хотя большая часть редарийской конницы спаслась бегством, все пехотинцы, как говорят, были убиты.

## Результаты
Затем победоносная саксонская армия повернула к осажденной крепости, гарнизон которой, включая «короля» (rex), немедленно сдался. Крепость была разграблена, а все её жители обращены в рабство. Бернхард и Титмар вернулись в Саксонию с 800 пленными. Король приказал обезглавить всех пленных.